# Seychellerna i olympiska sommarspelen 2008
Seychellernas trupp i olympiska sommarspelen 2008 bestod av åtta idrottare som blivit uttagna av Seychellernas olympiska kommitté.

## Badminton
Huvudartikel: Badminton vid olympiska sommarspelen 2008
Mixed
| Namn                            | Gren  | 32-delsfinal | 16-delsfinal | 8-delsfinal                                                 | Kvartsfinal      | Semifinal        | Final            | Final            |
| Namn                            | Gren  | Resultat     | Resultat     | Resultat                                                    | Resultat         | Resultat         | Resultat         | Plats            |
| ------------------------------- | ----- | ------------ | ------------ | ----------------------------------------------------------- | ---------------- | ---------------- | ---------------- | ---------------- |
| Georgie Cupidon Juliette Ah-Wan | Mixed |              |              | Robert Mateusiak och Nadieżda Kostiuczyk (POL) L 21-8 21-19 | Gick inte vidare | Gick inte vidare | Gick inte vidare | Gick inte vidare |

## Friidrott
- Huvudartikel: Friidrott vid olympiska sommarspelen 2008

Herrar
Bana och landsväg
| Idrottare     | Gren  | Heat     | Heat      | Kvartsfinal      | Kvartsfinal      | Semifinal        | Semifinal        | Final            | Final            |
| Idrottare     | Gren  | Resultat | Placering | Resultat         | Placering        | Resultat         | Placering        | Resultat         | Placering        |
| ------------- | ----- | -------- | --------- | ---------------- | ---------------- | ---------------- | ---------------- | ---------------- | ---------------- |
| Danny D'Souza | 100 m | 11.00    | 7         | Gick inte vidare | Gick inte vidare | Gick inte vidare | Gick inte vidare | Gick inte vidare | Gick inte vidare |

Fältgrenar
| Idrottare             | Gren          | Kval    | Kval      | Final            | Final            |
| Idrottare             | Gren          | Distans | Placering | Distans          | Placering        |
| --------------------- | ------------- | ------- | --------- | ---------------- | ---------------- |
| Lindy Leveau-Agricole | Spjutkastning | 56.32   | 29        | Gick inte vidare | Gick inte vidare |

## Kanotsport
Sprint
| Kanotist     | Gren                 | Heat     | Heat      | Semifinal        | Semifinal        | Final            | Final            |
| Kanotist     | Gren                 | Tid      | Placering | Tid              | Placering        | Tid              | Placering        |
| ------------ | -------------------- | -------- | --------- | ---------------- | ---------------- | ---------------- | ---------------- |
| Tony Lespoir | Herrarnas K-1 500 m  | 1:53.248 | 7         | Gick inte vidare | Gick inte vidare | Gick inte vidare | Gick inte vidare |
| Tony Lespoir | Herrarnas K-1 1000 m | 4:05.890 | 8         | Gick inte vidare | Gick inte vidare | Gick inte vidare | Gick inte vidare |

## Segling
Herrar
| Seglare     | Gren  | Lopp | Lopp | Lopp | Lopp | Lopp | Lopp | Lopp | Lopp | Lopp | Lopp | Lopp | Summerad poäng | Finalplacering |
| Seglare     | Gren  | 1    | 2    | 3    | 4    | 5    | 6    | 7    | 8    | 9    | 10   | M*   | Summerad poäng | Finalplacering |
| ----------- | ----- | ---- | ---- | ---- | ---- | ---- | ---- | ---- | ---- | ---- | ---- | ---- | -------------- | -------------- |
| Allan Julie | Laser | 33   | 37   | 13   | 33   | 27   | 16   | 21   | 30   | 30   | CAN  | EL   | 203            | 32             |

M = Medaljlopp; EL = Eliminerad – gick inte vidare till medaljloppet;